# Raymond Gimenès
 (octobre 2009).
Si vous disposez d'ouvrages ou d'articles de référence ou si vous connaissez des sites web de qualité traitant du thème abordé ici, merci de compléter l'article en donnant les références utiles à sa vérifiabilité et en les liant à la section « Notes et références ».
Raymond Gimenes est un musicien français.

## Biographie
Raymond Gimenes, né le 12 décembre 1939 à Fès Maroc, est musicien violoniste de formation, depuis l’âge de 5 ans. Il reçoit le 1er prix du conservatoire.
À l’âge de 17 ans il apprend la guitare et à l’âge de 20 ans il devient musicien professionnel, dans les grands orchestres de variété (Paul Mauriat, Raymond Lefebvre, Frank Pourcel, etc.).
Il officie comme musicien de studio de 1964 à 1972 comme guitariste.

### Au sein du groupeGuitars Unlimited
Il fait partie du groupe créé en 1965 par Francis Le Maguer en compagnie de ce dernier et de trois autres guitaristes : Victor Apicella, Pierre Cullaz et Paul Piguilem. Avec ce groupe, il participe à de nombreuses sessions avec des jazzmen internationaux. Le groupe est mis en sommeil en 1971. Il aura sorti quatre disques dont un enregistré en 1969 avec Django Reinhardt et qui fait aujourd'hui l'objet d'une réédition CD.
Raymond Gimenes réactive le groupe en 1996 et enregistre un double CD Live au Méridien Etoile de Paris. En 2003 un CD est produit par Chris Rea.  
Le groupe, dont Raymond Gimenes est désormais le seul membre du line-up d'origine, est mis en sommeil en 2004 et va être réactivé avec un enregistrement "Live" prévu les 19,20 & 21 Janvier 2023 au Sunset à Paris avec des invités de prestige :
pour la France : Thomas Dutronc, Claude Engel, Sylvain Luc et aux USA, U-NAM et Georges Benson.
Comme concepteur
Raymond Gimenes a mis au point avec les frères Jacobacci luthiers, la guitare haut-de-gamme de la marque qui porte son nom mais aussi un modèle appelé "Studio 3".
Comme arrangeur
À partir de 1973 il s’oriente vers les arrangements et la direction d’orchestre et entame alors un cursus complet d’écriture musicale (harmonie, contrepoint, choral, fugue et orchestration symphonique avec le Maitre Julien Falk).
Il réalise les arrangements de disques et la direction sur scène pour de nombreux artistes, tels que Charles Aznavour, Pierre Bachelet (Elle est d'ailleurs), Petula Clark, Sacha Distel (En vers et contre vous), Alice Dona, Claude François (Magnolias for Ever), Henri Salvador, ou encore Dionne Warwick.
Il arrange également pour le cinéma (Les Bronzés font du ski, Le Tueur triste, La Passion lumière, On ne meurt que deux fois, Les Bijoux de Karina, Pour tout l'or du Transvaal).
Il arrange également la chanson Sois (interprétée par le groupe Caprice) qui aurait dû représenter la France au Grand Concours Eurovision à Moscou en 2008. La chanson était composée par Michel Dangain (compositeur) et écrite par Nathalie Parisot (auteur).
Comme compositeur
Raymond Gimenes compose la musique de plusieurs films, dont La passion lumière de Jean Marbœuf, Le tueur triste de Nicolas Gessner (1984), On ne meurt que deux fois de Jacques Deray (1985), Les bijoux de Karina et de publicités radio, comme celle des jeans Levi's 501.